# Coleophora ribasella
Coleophora ribasella é uma espécie de mariposa do gênero Coleophora pertencente à família Coleophoridae.